# Metascelis flexilis
Metascelis flexilis är en skalbaggsart som beskrevs av John Obadiah Westwood 1842. Metascelis flexilis ingår i släktet Metascelis och familjen Melolonthidae. Inga underarter finns listade i Catalogue of Life.